# ليغا برو 2008-09
ليغا برو 2008-09 (بالبرتغالية: Segunda Liga de 2008–09‏) هو موسم من ليغا برو. كان عدد الأندية المشاركة فيه 16، وفاز فيه نادي أولهانينسي.